# خطر طبیعی
خطر طبیعی (انگلیسی: Natural hazard)
یا خطر طبیعی، به یک پدیده طبیعی اطلاق می‌شود، که تأثیر منفی بر انسان یا محیط داشته باشد. مخاطرات طبیعی را می‌توان به دو دسته اصلی تقسیم کرد: مخاطرات ژئوفیزیکی و بیولوژیکی. مخاطرات ژئوفیزیکی شامل پدیده‌های زمین‌شناسی و هواشناسی، مانند؛ زمین‌لرزه‌ها، فوران آتشفشان، آتش‌سوزی‌های طبیعی، طوفان، سیل، خشکسالی و زمین لغزش می‌باشد. از نمونه‌های خطرات زیست‌محیطی نیز می‌توان به مجموعه‌ای متنوع از بیماری‌ها، عفونت، آلودگی و گونه‌های مهاجم اشاره کرد.